# Тешемахерит
Тешемахерит — мінерал класу карбонатів. Свою назву отримав від англійського хіміка Фредеріка Едварда Тешемахера (1761—1863), який першим описав цей мінерал.

## Характеристики
Тешемахерит — це карбонат з хімічною формулою {\displaystyle {\ce {(NH4)HCO3}}}. Він кристалізується в ромбічній системі. Зустрічається у вигляді ущільнених дрібнозернистих кристалічних агрегатів у шарах товщиною кілька сантиметрів. Його твердість за шкалою Мооса становить 1,5.
Відповідно до класифікації Нікеля-Штрунца, тешемахерит належить до «05.AA — лужних карбонатів, без додаткових аніонів, без H₂O» разом з наступними мінералами: забуїліт, натріт, грегоріїт, нахколіт, каліцініт і вегшайдерит.

## Утворення і родовища
Було виявлено в 1868 році в затоці Салданха, в районі Західного узбережжя, Західний Кейп (Південна Африка), в родовищі гуано. Він також був описаний на Західному узбережжі (Патагонія, Чилі), у Бродлендс (Північний острів, Нова Зеландія), на острові Гуаньяпе (Віру, Перу) та в Азербайджані.